# Metropolitan Area Network
MAN je kratica od (eng.) Metropolitan Area Networks, tj. mreža nekog područja (prvenstveno gradskog). Ovaj tip mreže spada u novije i uglavnom ih posjeduju svjetske metropole (cijeli grad je pokriven bežičnom mrežom), ili npr. studentski domovi, u Hrvatskoj su svi studentski domovi u gradu Zagrebu međusobno povezani (kod takvog povezivanja rabi se sve češće optika, sve rjeđe bakrene parice).
Karakteristike MAN-a su :
- pokriva područje od 5 do 50 km
- u njenoj izgradnji i implementaciji sudjeluju ISP-ovi koji pružaju usluge korisnicima
- ima veliku brzinu (tipična propusnost je preko 1Mbps za bežične mreže, reda veličine 100 ili 1.000 Mbps za žične mreže)